# Unione Calcio Sampdoria 1985-1986
Questa voce raccoglie le informazioni riguardanti l'Unione Calcio Sampdoria nelle competizioni ufficiali della stagione 1985-1986.

## Stagione
Nella stagione 1985-1986 la Sampdoria dopo avere messo in bacheca il suo primo trofeo, grazie alla vittoria della Coppa Italia nella stagione precedente, con il presidente Paolo Mantovani conferma mister Eugenio Bersellini e buona parte della rosa. Unica cessione di peso quella di Alessandro Renica ceduto al Napoli. Mentre Francesco Casagrande ed Evaristo Beccalossi se ne vanno senza rimpianti. Tre gli inserimenti in una rosa già equilibrata che deve anche affrontare la Coppa delle Coppe, il sardo Gianfranco Matteoli arrivato dal Como, il mediano Fabio Aselli prelevato dal Parma e la punta Giuseppe Lorenzo giunto dal Catanzaro.
La stagione parte bene con la promozione agli ottavi di Coppa Italia, ottenuta vincendo il terzo girone di qualificazione. In campionato le cose vanno meno bene, soprattutto in trasferta. In Coppa delle Coppe la Samp elimina al primo turno i greci del Larissa, poi dall'urna esce il terribile Benfica, che a Lisbona ipoteca il passaggio del turno vincendo (2-0), a Marassi i blucerchiati trovano solo un goal realizzato dal neoentrato Lorenzo, senza più trovare il raddoppio che avrebbe portato ai supplementari, finisce così l'esperienza europea.
Il campionato ha riservato poche soddisfazioni, con 27 punti arriva un deludente 11º posto, mentre in Coppa Italia la Sampdoria ha sfiorato il bis della stagione scorsa. Negli Ottavi di finale ha superato il Lanerossi Vicenza, nei quarti di finale supera il Torino, in Semifinale prevale sul Como, dopo aver pareggiato (1-1) a Marassi, a Como arriva lo stesso punteggio, e si va ai supplementari, il Como si porta in vantaggio, poi accadono pesanti intemperanze del pubblico, che costringono l'arbitro a sospendere l'incontro, arriva lo (0-2) a tavolino che porta la Sampdoria in finale, lo scorso anno vinta contro il Milan, quest'anno persa con la Roma, la Sampdoria vince (2-1) a Genova, mentre all'Olimpico si impone la Roma (2-0) con il sigillo finale di Toninho Cerezo ormai prossimo a trasferirsi alla corte di Paolo Mantovani.

## Divise e sponsor
Lo sponsor tecnico per la stagione 1985-1986 fu Ennerre, mentre lo sponsor ufficiale fu Phonola.
| Casa | Trasferta |

## Organigramma societario
Area direttiva
- Presidente: Paolo Mantovani
- Direttore sportivo: dott. Paolo Borea
- Segretario generale: Mario Rebuffa
- Segretario: Lorenzo Traverso

Area tecnica e sanitaria
- Allenatore: Eugenio Bersellini
- Preparatore atletico: prof. Carlo Focaroli
- Massagiatore: Ezio Marchi
- Medico sociale: prof. Andrea Chiapuzzo

## Rosa
| N. |                   | Ruolo | Calciatore             |
| -- | ----------------- | ----- | ---------------------- |
|    | Italia (bandiera) | P     | Roberto Bocchino       |
|    | Italia (bandiera) | P     | Ivano Bordon           |
|    | Italia (bandiera) | D     | Massimiliano Fiondella |
|    | Italia (bandiera) | D     | Moreno Mannini         |
|    | Italia (bandiera) | D     | Fausto Pari            |
|    | Italia (bandiera) | D     | Luca Pellegrini        |
|    | Italia (bandiera) | D     | Antonio Paganin        |
|    | Italia (bandiera) | D     | Andrea Veronici        |
|    | Italia (bandiera) | D     | Pietro Vierchowod      |
|    | Italia (bandiera) | C     | Fabio Aselli           |

| N. |                        | Ruolo | Calciatore                      |
| -- | ---------------------- | ----- | ------------------------------- |
|    | Italia (bandiera)      | C     | Roberto Galia                   |
|    | Italia (bandiera)      | C     | Gianfranco Matteoli             |
|    | Italia (bandiera)      | C     | Fausto Salsano                  |
|    | Scozia (bandiera)      | C     | Graeme Souness                  |
|    | Italia (bandiera)      | C     | Alessandro Scanziani (capitano) |
|    | Inghilterra (bandiera) | A     | Trevor Francis                  |
|    | Italia (bandiera)      | A     | Giuseppe Lorenzo                |
|    | Italia (bandiera)      | A     | Roberto Mancini                 |
|    | Italia (bandiera)      | A     | Gianluca Vialli                 |

## Risultati

### Serie A

#### Girone di andata
| Arbitro: | Casarin (Milano) |

|             |           |  |
| Massaro 75’ | Marcatori |  |

| Arbitro: | Magni (Bergamo) |

|                         |           |  |
| Matteoli 18’ Vialli 47’ | Marcatori |  |

| Arbitro: | Lombardo (Marsala) |

|                             |           |          |
| Carnevale 40’ Galparoli 52’ | Marcatori | 74’ Pari |

| Arbitro: | Bergamo (Livorno) |

|                   |           |  |
| Júnior 64’ (rig.) | Marcatori |  |

| Arbitro: | D'Elia (Salerno) |

|            |           |             |
| Vialli 58’ | Marcatori | 14’ Hateley |

| Arbitro: | Paparesta (Bari) |

|                                |           |             |
| Bruni 14’ Turchetta 36’ (rig.) | Marcatori | 54’ Salsano |

| Genova 20 ottobre 1985 7ª giornata | Sampdoria           | 0 – 0 | Atalanta | Stadio Luigi Ferraris (23491 spett.)\| Arbitro: \| Coppetelli (Tivoli) \| |
| Arbitro:                           | Coppetelli (Tivoli) |       |          |                                                                           |

| Arbitro: | Lo Bello (Siracusa) |

|  |           |                           |
|  | Marcatori | 60’ Souness 77’ Scanziani |

| Arbitro: | Luci (Firenze) |

|  |           |               |
|  | Marcatori | 60’, 79’ Díaz |

| Arbitro: | Magni (Bergamo) |

|                                |           |  |
| Souness 54’ Mancini 69’ (rig.) | Marcatori |  |

| Arbitro: | Agnolin (Bassano del Grappa) |

|                               |           |                        |
| Corneliusson 8’ Borgonovo 84’ | Marcatori | 15’ Lorenzo 44’ Vialli |

| Arbitro: | Paparesta (Bari) |

|             |           |  |
| Mannini 32’ | Marcatori |  |

| Arbitro: | Casarin (Milano) |

|             |           |  |
| Platini 39’ | Marcatori |  |

| Arbitro: | Lo Bello (Siracusa) |

|                         |           |  |
| Lorenzo 14’ Mancini 41’ | Marcatori |  |

| Arbitro: | Lanese (Messina) |

|            |           |  |
| Bergomi 9’ | Marcatori |  |

#### Girone di ritorno
| Arbitro: | Longhi (Roma) |

|                        |           |                            |
| Lorenzo 9’ Francis 85’ | Marcatori | 8’ (aut.) Bordon 49’ Iorio |

| Bari 12 gennaio 1986 17ª giornata | Bari             | 0 – 0 | Sampdoria | Stadio della Vittoria\| Arbitro: \| D'Elia (Salerno) \| |
| Arbitro:                          | D'Elia (Salerno) |       |           |                                                         |

| Arbitro: | Lo Bello (Siracusa) |

|                              |           |  |
| Souness 13’ Mancini 41’, 79’ | Marcatori |  |

| Genova 26 gennaio 1986 19ª giornata | Sampdoria        | 0 – 0 | Torino | Stadio Luigi Ferraris (31271 spett.)\| Arbitro: \| Paparesta (Bari) \| |
| Arbitro:                            | Paparesta (Bari) |       |        |                                                                        |

| Arbitro: | Pierluigi Pairetto (Torino) |

|                               |           |                            |
| Salsano 7’ (aut.) Wilkins 27’ | Marcatori | 13’ Vierchowod 39’ Mancini |

| Genova 16 febbraio 1986 21ª giornata | Sampdoria      | 0 – 0 | Verona | Stadio Luigi Ferraris (22323 spett.)\| Arbitro: \| Boschi (Parma) \| |
| Arbitro:                             | Boschi (Parma) |       |        |                                                                      |

| Arbitro: | Leni (Perugia) |

|                        |           |                    |
| Magrin 79’ (rig.), 90’ | Marcatori | 40’ (rig.) Mancini |

| Arbitro: | Casarin (Milano) |

|                                 |           |  |
| Vialli 5’, 19’ Chiti 15’ (aut.) | Marcatori |  |

| Arbitro: | Bianciardi (Siena) |

|                           |           |                   |
| Colomba 22’ De Napoli 73’ | Marcatori | 63’ (aut.) Garuti |

| Arbitro: | Testa (Prato) |

|  |           |                   |
|  | Marcatori | 45’ (rig.) Vialli |

| Genova 23 marzo 1986 26ª giornata | Sampdoria           | 0 – 0 | Como | Stadio Luigi Ferraris (20323 spett.)\| Arbitro: \| Lo Bello (Siracusa) \| |
| Arbitro:                          | Lo Bello (Siracusa) |       |      |                                                                           |

| Arbitro: | Magni (Bergamo) |

|              |           |  |
| Graziani 74’ | Marcatori |  |

| Genova 13 aprile 1986 28ª giornata | Sampdoria        | 0 – 0 | Juventus | Stadio Luigi Ferraris (47303 spett.)\| Arbitro: \| Lanese (Messina) \| |
| Arbitro:                           | Lanese (Messina) |       |          |                                                                        |

| Arbitro: | Pairetto (Torino) |

|                                      |           |  |
| Giordano 28’ Bagni 40’ Celestini 85’ | Marcatori |  |

| Genova 27 aprile 1986 30ª giornata | Sampdoria    | 0 – 0 | Inter | Stadio Luigi Ferraris (21118 spett.)\| Arbitro: \| Baldi (Roma) \| |
| Arbitro:                           | Baldi (Roma) |       |       |                                                                    |

### Coppa Italia

#### Primo turno
| Arbitro: | Lombardo (Marsala) |

|            |           |                                         |
| Caputi 85’ | Marcatori | 28’, 40’ Souness 44’ Vialli 83’ Francis |

| Catania 25 agosto 1985 2ª giornata | Catania          | 0 – 0 | Sampdoria | Stadio Cibali\| Arbitro: \| Casarin (Milano) \| |
| Arbitro:                           | Casarin (Milano) |       |           |                                                 |

| Arbitro: | Pellicanò (Reggio Calabria) |

|                |           |  |
| Pellegrini 36’ | Marcatori |  |

| Roma 1º settembre 1985 4ª giornata | Lazio         | 0 – 0 | Sampdoria | Stadio Olimpico\| Arbitro: \| Redini (Pisa) \| |
| Arbitro:                           | Redini (Pisa) |       |           |                                                |

| Arbitro: | Pairetto (Torino) |

|                             |           |                           |
| Lorenzo 49’ Osti 63’ (aut.) | Marcatori | 25’ Cantarutti 54’ Peters |

#### Fase ad eliminazione diretta
| Arbitro: | Pirandola (Lecce) |

|                                      |           |  |
| Lorenzo 41’ (rig.), 62’ Matteoli 76’ | Marcatori |  |

| Arbitro: | Longhi (Roma) |

|                                      |           |                        |
| Schincaglia 6’ Pellegrini 41’ (aut.) | Marcatori | 17’ Vialli 51’ Salsano |

| Arbitro: | Lanese (Messina) |

|                              |           |  |
| Rossi 55’ (aut.) Mancini 90’ | Marcatori |  |

| Arbitro: | D'Elia (Salerno) |

|                                        |           |                                                  |
| Francini 33’ Mariani 47’ Schachner 67’ | Marcatori | 39’ Matteoli 43’, 90’ (rig.) Mancini 64’ Lorenzo |

| Arbitro: | Longhi (Roma) |

|             |           |              |
| Salsano 61’ | Marcatori | 72’ Maccoppi |

| Arbitro: | Redini (Pisa) |

|                           |           |             |
| Albiero 85’ Borgonovo 96’ | Marcatori | 87’ Francis |

| Arbitro: | Casarin (Milano) |

|                       |           |               |
| Mancini 19’ Galia 67’ | Marcatori | 45’ Tovalieri |

| Arbitro: | Lanese (Messina) |

|                                |           |  |
| Desideri 43’ (rig.) Cerezo 89’ | Marcatori |  |

### Coppa delle Coppe
| Arbitro: | Keizer |

|                |           |             |
| Mitsibonas 39’ | Marcatori | 81’ Mancini |

| Arbitro: | Kirschen |

|             |           |  |
| Mancini 41’ | Marcatori |  |

| Arbitro: | Christov |

|                              |           |  |
| Diamantino 47’ Rui Águas 89’ | Marcatori |  |

| Arbitro: | Roth |

|             |           |  |
| Lorenzo 62’ | Marcatori |  |

## Statistiche

### Statistiche di squadra
| Competizione      | Punti | In casa | In casa | In casa | In casa | In casa | In casa | In trasferta | In trasferta | In trasferta | In trasferta | In trasferta | In trasferta | Totale | Totale | Totale | Totale | Totale | Totale | DR  |
| Competizione      | Punti | G       | V       | N       | P       | Gf      | Gs      | G            | V            | N            | P            | Gf           | Gs           | G      | V      | N      | P      | Gf     | Gs     | DR  |
| ----------------- | ----- | ------- | ------- | ------- | ------- | ------- | ------- | ------------ | ------------ | ------------ | ------------ | ------------ | ------------ | ------ | ------ | ------ | ------ | ------ | ------ | --- |
| Serie A           | 27    | 15      | 6       | 8       | 1       | 16      | 5       | 15           | 2            | 3            | 10           | 11           | 20           | 30     | 8      | 11     | 11     | 27     | 25     | +2  |
| Coppa Italia      |       | 6       | 4       | 2       | 0       | 11      | 4       | 7            | 3            | 3            | 1            | 12           | 8            | 13     | 7      | 5      | 1      | 23     | 12     | +11 |
| Coppa delle Coppe |       | 2       | 2       | 0       | 0       | 2       | 0       | 2            | 0            | 1            | 1            | 1            | 3            | 4      | 2      | 1      | 1      | 3      | 3      | 0   |
| Totale            |       | 23      | 12      | 10      | 1       | 29      | 9       | 24           | 5            | 7            | 12           | 24           | 31           | 51     | 17     | 17     | 13     | 53     | 40     | +13 |

### Statistiche dei giocatori[6]
| Giocatore     | Serie A  | Serie A | Serie A     | Serie A    | Coppa Italia | Coppa Italia | Coppa Italia | Coppa Italia | Coppa delle Coppe | Coppa delle Coppe | Coppa delle Coppe | Coppa delle Coppe | Totale   | Totale | Totale      | Totale     |
| Giocatore     | Presenze | Reti    | Ammonizioni | Espulsioni | Presenze     | Reti         | Ammonizioni  | Espulsioni   | Presenze          | Reti              | Ammonizioni       | Espulsioni        | Presenze | Reti   | Ammonizioni | Espulsioni |
| ------------- | -------- | ------- | ----------- | ---------- | ------------ | ------------ | ------------ | ------------ | ----------------- | ----------------- | ----------------- | ----------------- | -------- | ------ | ----------- | ---------- |
| F. Aselli     | 4        | 0       | ?           | ?          | 5            | 0            | ?            | ?            | -                 | -                 | -                 | -                 | 9        | 0      | 0+          | 0+         |
| R. Bocchino   | -        | -       | -           | -          | 1            | -1           | ?            | ?            | -                 | -                 | -                 | -                 | 1        | -1     | 0+          | 0+         |
| I. Bordon     | 30       | -25     | ?           | ?          | 12           | -11          | ?            | ?            | 4                 | -3                | ?                 | ?                 | 46       | -39    | ?           | ?          |
| M. Fiondella  | -        | -       | -           | -          | 4            | 0            | ?            | ?            | -                 | -                 | -                 | -                 | 4        | 0      | 0+          | 0+         |
| T. Francis    | 14       | 1       | ?           | ?          | 10           | 1            | ?            | ?            | 3                 | 0                 | ?                 | ?                 | 27       | 2      | ?           | ?          |
| R. Galia      | 23       | 0       | ?           | ?          | 11           | 1            | ?            | ?            | 4                 | 0                 | ?                 | ?                 | 38       | 1      | ?           | ?          |
| G. Lorenzo    | 23       | 3       | ?           | ?          | 11           | 4            | ?            | ?            | 1                 | 1                 | ?                 | ?                 | 35       | 8      | ?           | ?          |
| R. Mancini    | 23       | 6       | ?           | ?          | 10           | 4            | ?            | ?            | 4                 | 2                 | ?                 | ?                 | 37       | 12     | ?           | ?          |
| M. Mannini    | 26       | 1       | ?           | ?          | 9            | 0            | ?            | ?            | 4                 | 0                 | ?                 | ?                 | 39       | 1      | ?           | ?          |
| G. Matteoli   | 22       | 1       | ?           | ?          | 12           | 2            | ?            | ?            | 3                 | 0                 | ?                 | ?                 | 37       | 3      | ?           | ?          |
| A. Paganin    | 14       | 0       | ?           | ?          | 8            | 0            | ?            | ?            | -                 | -                 | -                 | -                 | 22       | 0      | 0+          | 0+         |
| F. Pari       | 29       | 1       | ?           | ?          | 12           | 0            | ?            | ?            | 4                 | 0                 | ?                 | ?                 | 45       | 1      | ?           | ?          |
| L. Pellegrini | 29       | 0       | ?           | ?          | 12           | 1            | ?            | ?            | 4                 | 0                 | ?                 | ?                 | 45       | 1      | ?           | ?          |
| F. Salsano    | 26       | 1       | ?           | ?          | 12           | 2            | ?            | ?            | 2                 | 0                 | ?                 | ?                 | 40       | 3      | ?           | ?          |
| A. Scanziani  | 26       | 1       | ?           | ?          | 9            | 0            | ?            | ?            | 4                 | 0                 | ?                 | ?                 | 39       | 1      | ?           | ?          |
| G. Souness    | 28       | 3       | ?           | ?          | 6            | 2            | ?            | ?            | 4                 | 0                 | ?                 | ?                 | 38       | 5      | ?           | ?          |
| A. Veronici   | 2        | 0       | ?           | ?          | 2            | 0            | ?            | ?            | -                 | -                 | -                 | -                 | 4        | 0      | 0+          | 0+         |
| G. Vialli     | 28       | 6       | ?           | ?          | 7            | 2            | ?            | ?            | 4                 | 0                 | ?                 | ?                 | 39       | 8      | ?           | ?          |
| P. Vierchowod | 28       | 1       | ?           | ?          | 7            | 0            | ?            | ?            | 4                 | 0                 | ?                 | ?                 | 39       | 1      | ?           | ?          |